# 赫略奧爾科山 (皮爾皮查卡區)
13°17′58″S 74°50′49″W / 13.29944°S 74.84694°W
赫略奧爾科山（Q'illu Urqu），是秘魯的山峰，位於該國中部萬卡韋利卡大區，由瓦伊塔拉省的皮爾皮查卡區負責管轄，屬於安地斯山脈的一部分，海拔高度4,600米。